# Sporting Clube Lourinhanense
O Sporting Clube Lourinhanense é um clube multidesportivo português fundado em 1926. O clube esta localizado na freguesia da Lourinhã, capital do concelho da Lourinhã, ao norte do distrito de Lisboa. O futebol é a atividade principal do clube, dividido em várias modalidades: Seniores, Juniores, Juvenis, Iniciados, Infantis, Escolas A e Escolas B . Esta também o clube de ténis, ciclismo e de atletismo.
A equipa de futebol do Sporting Clube Lourinhanense joga no Estádio Municipal da Lourinhã. O treinador actual da equipa de futebol é Luís Brás O clube sagrou-se actualmente, época 2012/2013, campeão na III Divisão - Série E garantindo a subida ao Campeonato Nacional de Seniores.

## Futebol

### Histórico (inclui 12/013)
|                   | Nº Presenças | Títulos                             |
| ----------------- | ------------ | ----------------------------------- |
| Temporadas na 1ª  | 0            |                                     |
| Temporadas na 2ª  | 0            |                                     |
| Temporadas na 2ªB | 5            | 1 (1998/99)                         |
| Temporadas na 3ª  | 3            | 1 (2012/13)                         |
| Taça de Portugal  | 18           | 0 (Melhor Oitavos de Final 2012/13) |
| Taça da Liga      | 0            |                                     |

## História

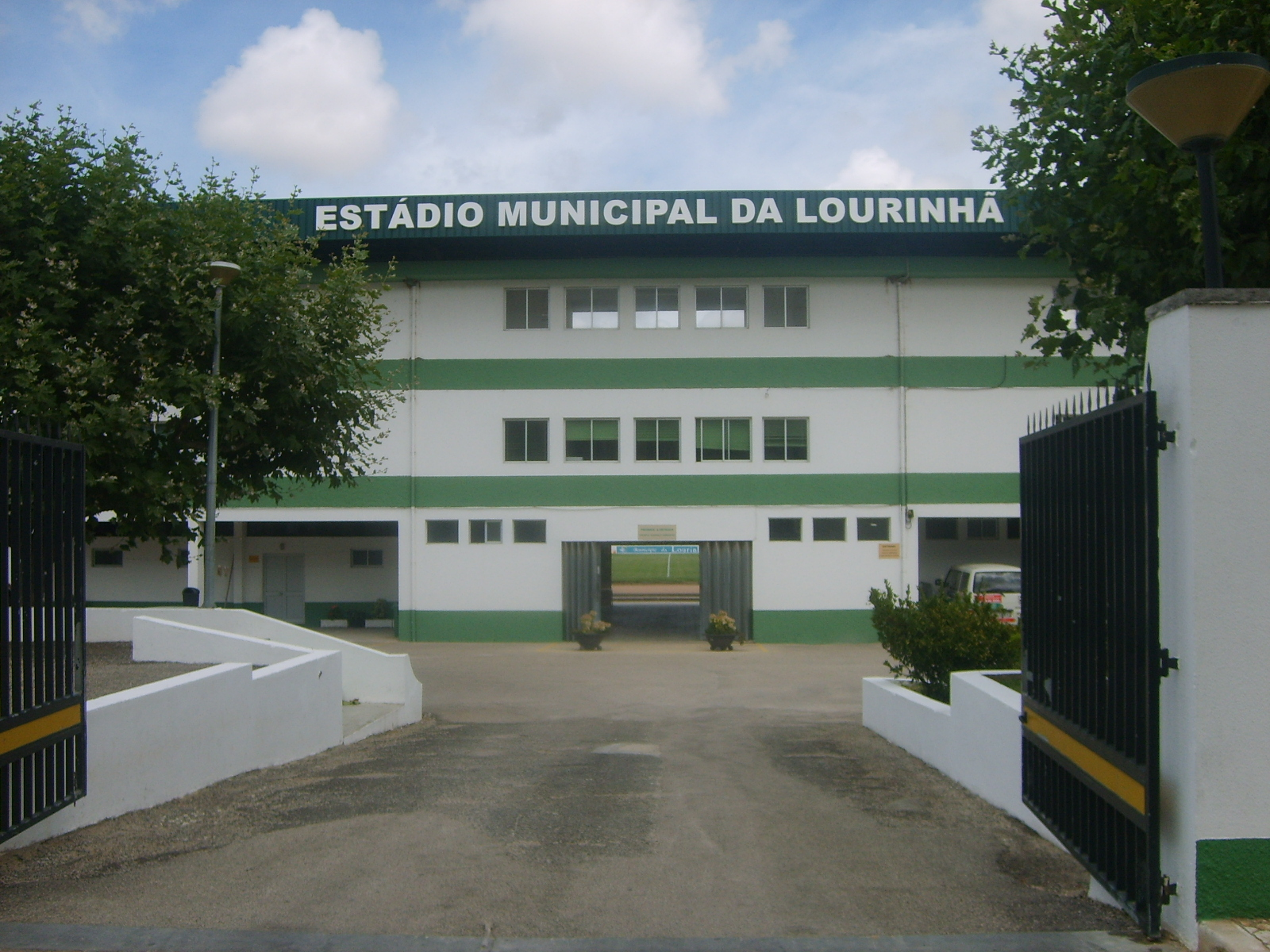
Entrada Principal do Recinto

O clube foi fundado em 1926 e o seu actual presidente chama-se Paulo Marta. Na época de 2005-2006, a equipa de seniores disputou o campeonato da 1ª divisão de Honra da Associação de Futebol de Lisboa. Foi neste clube que, em 1993, Tiago Ferreira, guarda-redes actualmente ao serviço do Sporting Clube de Portugal, começou a sua carreira como futebolista e onde esteve até 1995.
Além de Tiago, passaram pelo Estádio Municipal da Lourinhã diversos jogadores actualmente de renome nacional e mundial como Luís Boa Morte, Vasco Faísca, Marco Caneira, Carlos Fernandes, Vargas, Torrão, entre outros, todos eles emprestados pelo Sporting quando na altura o Lourinhanense era satélite do clube de Alvalade.
Mais tarde, o clube da vila da Lourinhã assinou novo protocolo de cooperação, desta feita com o Alverca, recebendo jogadores como Amoreirinha e Manu, ambos ligados contratualmente, hoje em dia, com o Sport Lisboa e Benfica.
|           | Liga                             | Pos | J  | V  | E  | D  | Difer.G | Pt     | Taça de Portugal |
| 2012-2013 | III Div                          | 1º  | 32 | 14 | 12 | 6  | 51-35   | 37 pts |                  |
| 2011-2012 | Honra da AF Lisboa               | 1º  | 34 | 19 | 9  | 6  | 55-31   | 71 pts |                  |
| 2010-2011 | Honra da AF Lisboa               | 12º | 32 | 12 | 9  | 11 | 50-45   | 45 pts |                  |
| 2009-2010 | I Divisão - Série 1 da AF Lisboa | 1°  | 30 | 22 | 3  | 5  | 78-28   | 69 pts |                  |
| 2008-2009 | I Divisão - Série 1 da AF Lisboa | 5   | 30 | 13 | 11 | 6  | 51-52   | 50 pts |                  |
| 2007-2008 | I Divisão - Série 1 da AF Lisboa | 11  | 30 | 10 | 7  | 13 | 46-42   | 37 pts |                  |
| 2006-2007 | I Divisão - Série 1 da AF Lisboa | 3°  | 30 | 16 | 6  | 8  | 68-36   | 54 pts |                  |
| 2005-2006 | Honra da AF Lisboa               | 12° | 34 | 10 | 11 | 13 | 47-59   | 41 pts |                  |
| 2004-2005 | III Divisão - Série E            | 17º | 34 | 4  | 5  | 25 | 22-73   | 17 pts | 1ª Eliminatória  |
| 2003-2004 | III Divisão - Série D            | 7°  | 34 | 16 | 9  | 9  | 54-40   | 57 pts |                  |
| 2002-2003 | III Divisão - Série D            | 3º  | 32 | 19 | 4  | 9  | 63-30   | 61 pts |                  |
| 2001-2002 | III Divisão - Série D            | 4º  | 34 | 17 | 13 | 4  | 53-30   | 64 pts |                  |
| 2000-2001 | II Divisão B - Zona Centro       | 19º | 36 | 4  | 7  | 25 | 30-82   | 19 pts |                  |
| 1999-2000 | II Divisão B - Zona Centro       | 9º  | 38 | 16 | 8  | 14 | 59-48   | 56 pts |                  |
| 1998-1999 | II Divisão B - Zona Centro       | 3º  | 34 | 17 | 11 | 6  | 61-34   | 62 pts |                  |
| 1997-1998 | II Divisão B - Zona Centro       | 5º  | 34 | 14 | 11 | 9  | 55-39   | 53 pts |                  |
| 1996-1997 | III Divisão - Série D ++         | 1°  | 34 | 25 | 7  | 2  | 80-18   | 82 pts |                  |
| 1995-1996 | II Divisão B - Zona Centro       | 14º | 34 | 11 | 7  | 16 | 34-58   | 40 pts |                  |
| 1994-1995 | II Divisão B - Zona Centro       | 6º  | 34 | 12 | 12 | 10 | 47-49   | 36 pts |                  |
| 1993-1994 | II Divisão B - Zona Centro       | 4º  | 34 | 13 | 12 | 9  | 48-43   | 38 pts |                  |
| 1992-1993 | III Divisão - Série D ++         | 1°  | 34 | 23 | 8  | 3  | 61-12   | 54 pts |                  |
| 1991-1992 | III Divisão - Série D            | 3º  | 34 | 17 | 11 | 6  | 48-31   | 45 pts |                  |
| 1990-1991 | III Divisão - Série D            | 4º  | 34 | 18 | 11 | 5  | 53-27   | 47 pts |                  |

## Época 2010/2011

### Elenco Actual
Legenda
: Capitão
: Jogador Lesionado

## Equipamento

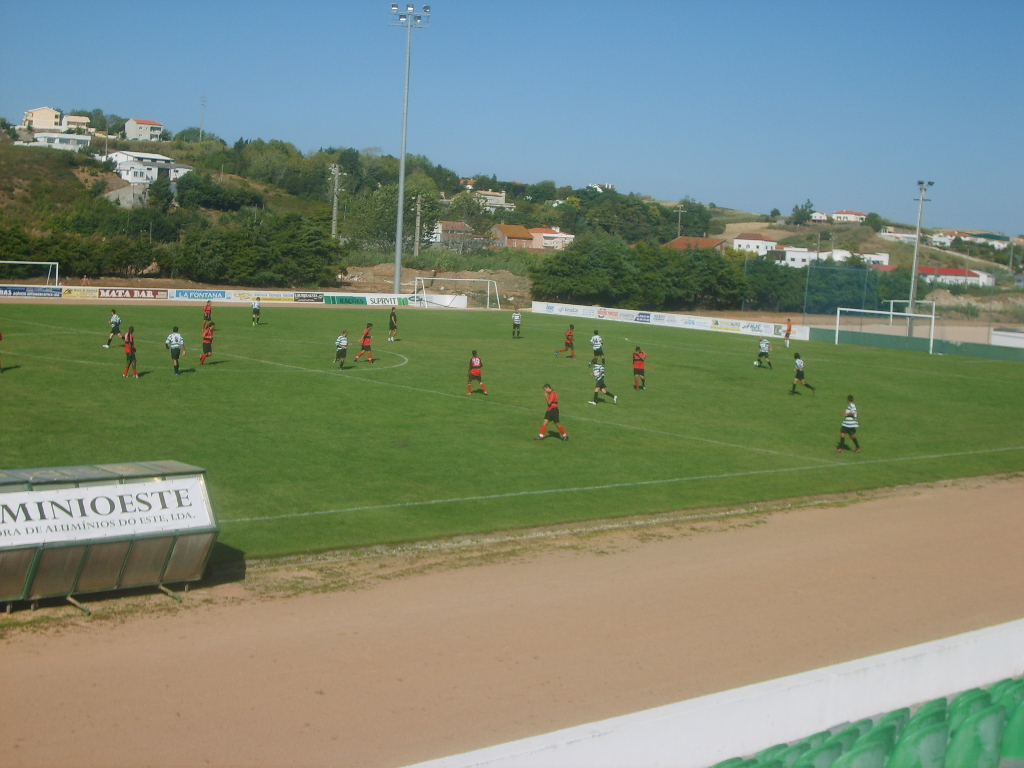
Jogo em Agosto de 2008, em casa.

Os símbolos tradicionais do clube são as cores branca e verde num escudo bi-partido. No lado Branco leva um loureiro preto com frutos dourados, duas flores de lis um quarto crescente e o Sol, tudo em dourado.
No lado Verde, um leão a dourado, encimado pelas iniciais S.C.L., também em dourado. O equipamento a envergar pelos atletas, é constituído por camisola bi-partida com as cores Verde e Branca, com o símbolo do Clube bordado na metade Branca e sempre do lado esquerdo, calção Verde ou Preto e meias Verdes ou Brancas.
Por imposição regulamentar de qualquer prova, ou outro motivo justificável, se for necessário mudar de equipamento, deve adoptar-se uma ou ambas as cores e em alternativa, o Amarelo. O Sporting Clube Lourinhanense utiliza a marca Play.

## Ciclismo
O Sporting Clube Lourinhanense também teve modalidade de ciclismo, exclusivamente no escalão Sub-23 da UCI, a Fonotel/Lourinhanense.